# گراین مورفی
گراین مورفی (به انگلیسی: Gráinne Murphy) (زادهٔ ۲۶ مارس ۱۹۹۳) شناگر اهل ایرلند است.